# 自律システム (インターネット)
インターネットにおける自律システム (autonomous system) （以下ASと略す）とは個人、グループ、または組織によって管理される単一の管理規則によって管理されるネットワークのことである。または、単一の明確に定義されたルーティングポリシーを持つネットワーク運用者(時に複数)が管理する、一つ以上のIPプレフィックスのグループである。
Border Gateway Protocol (以下BGPと略す) の管理単位であり、それぞれのASを識別するためにAS番号 (AS number, ASN) が割り当てられている。

## 概要
もともとASは単一の技術的管理体制の下、AS内を単一のIGPで制御するルーターの集合と定義されていたが、ネットワーク内で複数のIGPを運用することも一般的になったため、RFC 1771ではインターネットサービスプロバイダ (ISP) や複数のネットワークに繋がった巨大な組織など、一つのネットワーク管理者の元で単一の明確に定義されたルーティングポリシーによって制御されているネットワークと定義された。
その後、BGPの活用が進み、ISPに繋がっている組織がプライベートAS番号を使用してBGPを運用し、インターネットに接続できるようになった。
たとえそのISPがそのようなプライベートASで運用されている複数のASを抱えていても、インターネットからはグローバルAS番号を持ったそのISPのルーティングポリシーが見えるだけであるため、RFC 1930でASが再定義された。
BGPのルーティングではそれぞれのASを識別するのにユニークなAS番号が必要なので、各ASごとに割り当てられている。

## AS番号

### AS番号の割り当て
AS番号はIANAにより、IPアドレスとともにブロック単位で地域インターネットレジストリ（以下RIRと略す）に割り当てられている。
ローカルのRIRはIANAからブロック単位で割り当てられたAS番号を個々に割り当てる。
AS番号を希望する団体はその地域を管轄するRIRもしくは国別インターネットレジストリ (以下NIRと略す) で所定の手順を踏み、AS番号を得ることについて承認されなければならない。
日本では担当RIRであるAPNICか、日本のNIRであるJPNICに申請をし、割り当てを受ける。
IANAのサイトではAS番号の割り振りを見ることができる。

### 番号体系
AS番号は、16ビットの整数が用いられていたが、番号枯渇にともない2007年より32ビット空間からの割り当てが始まっている。 
32ビット版AS番号は 0～4294967295 までの整数で表す。
64512～65535まではプライベートAS番号と呼ばれ、組織の内部利用のため予約されている（インターネット上には広報してはならない）。
プライベートAS番号に対して、インターネット上に広報するための一般的な番号は、グローバルAS番号と呼ばれる。
AS番号 0は、RFC 7607により利用が禁止されている。

## タイプ
自律システムはその接続形態や運用形態によって、3つに分けられる。  
マルチホームASは複数のISPに接続しているようなタイプのASである。複数のISPに接続していることにより、接続しているISPのうちひとつがダウンしてもインターネットへの接続は維持される。加えて、このタイプのASは接続しているあるISPから他のISPへの経路になることもない。
これに対してスタブASは単一のISPに接続しているようなタイプのASである。これらのASは上流ISPとルーティングポリシーが同一の場合、AS番号が有効利用されない場合がある。実際、インターネットルーティングにおいてこのようなスタブASは、パブリックなルッキンググラスサーバ上で他のASとのピアリング・ルートが反映されないことがある。
トランジットASはそのAS自体がネットワークに接続するためのASである。ISPは大抵、金銭と引き換えに他のネットワークに繋ぐのが本業であるからトランジットASである。
外部ルータープロトコルは、自律システムを接続する協調ルーターにルーティング情報を配布するプロトコルの総称である。